# Montivernoux
Ne doit pas être confondu avec suc de Montivernoux.
Le Montivernoux est un sommet du massif du Meygal, culminant à 1 374 m d'altitude, dans le Velay en France.

## Géographie

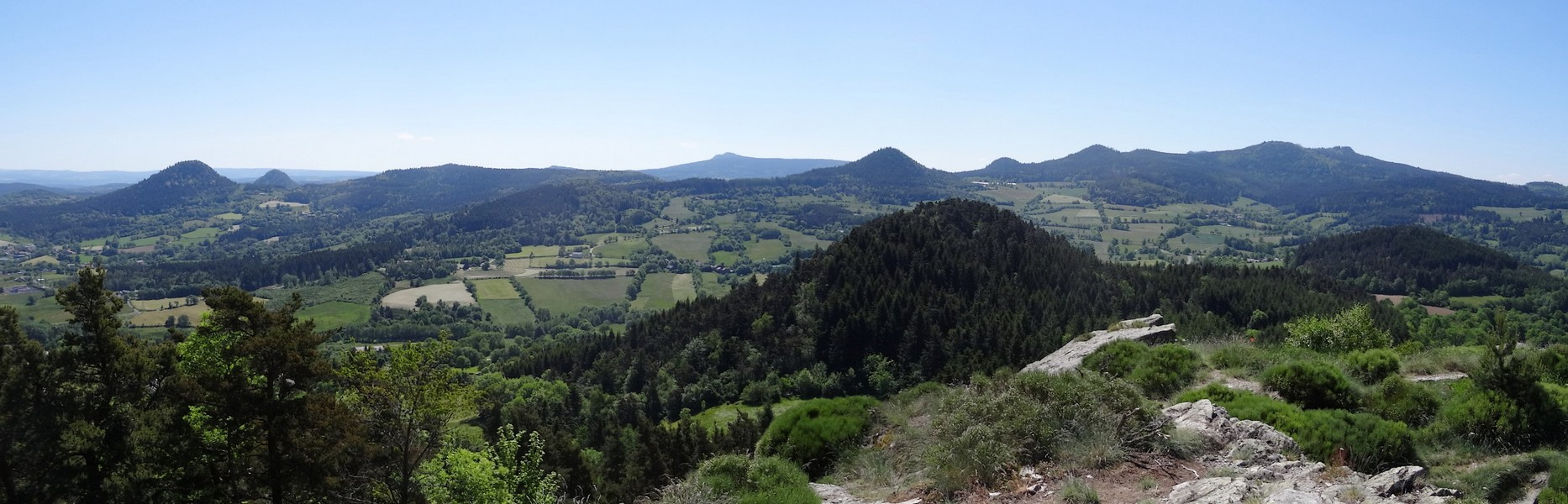
Vue du Montivernoux (à droite) depuis le suc de Saussac.

Le Montivernoux se trouve dans la commune de Queyrières dans le département de la Haute-Loire.

## Activités
Trois sentiers balisés sont accessibles pour la pratique de la randonnée en raquettes. En outre, la montagne est traversée par de nombreux sentiers de randonnée.